# Bianor (Kentaur)
Bianor (altgriechisch Βιάνωρ Biánōr) ist in der griechischen Mythologie einer der Kentauren, die bei der Hochzeit von Peirithoos und Hippodameia am Kampf gegen die Lapithen teilnehmen (Kentauromachie).
Im Kampf schwingt sich Theseus auf seinen Rücken und erschlägt ihn mit seinem Streitkolben aus Eichenholz. Ovid beschreibt die Kampfszene in seinen Metamorphosen:

„Auf den Rücken des hohen Bianor schwingt er sich, der nur sich, sonst keinen zu tragen gewohnt war, stemmt in die Rippen das Knie und zerrt nach hinten das Haupthaar, das mit der Linken er packt, und zerschlägt mit dem knotigen Holze ihm das Gesicht und den drohenden Mund und die knochigen Schläfen.“